# 静岡県道60号南アルプス公園線
静岡県道60号南アルプス公園線（しずおかけんどう60ごう みなみアルプスこうえんせん）は、静岡県静岡市葵区を通る県道（主要地方道）である。

## 概要
静岡市葵区昼居渡と畑薙第一ダムとを結ぶ。
昼居渡（国道362号に接続）から日向までは静岡駅からのバスが乗り入れており、その奥の湯ノ島温泉までは藁科地区デマンドバス湯ノ島号が1日2往復運行されている。しかし大間から笠張峠（静岡県道189号三ツ峰落合線に接続）の区間は整備が進んでおらず道幅が狭く、この区間の路線バスは運行されていない。同区間は2015年（平成27年）7月現在長らく通行止めとなっており、国道362号上にある分岐案内標識でも「井川」の文字が消されている。笠張峠以北は、静岡市北部の井川地区と南部の市街地とをつなぐ道路として多くの車両が往来する。また、西山平以北は静岡市北部の唯一の道路である。
畑薙第一ダムより先は南アルプス国立公園の区域内となる。ダムの堰堤を渡って暫く進んだ場所が本路線の起点となり、ゲート（沼平ゲート）と駐車スペースがある。その先は東俣林道に接続しており、ここから先はマイカー規制がかかっているため、一般車両は通行できない。畑薙第一ダムまではしずてつジャストラインバスが運行していたが2008年（平成20年）5月31日で廃止となり、代替として静岡市の井川地区自主運行バスが運行されている。特に畑薙第一ダムに近づくにつれ所々道幅が狭く、細かな落石などが多い状態であり、2019年現在も、要所で改修や拡幅工事等が断続的に行われている。冬季はタイヤチェーンが必要となる。
山梨県道37号南アルプス公園線との関連はない。

### 路線データ

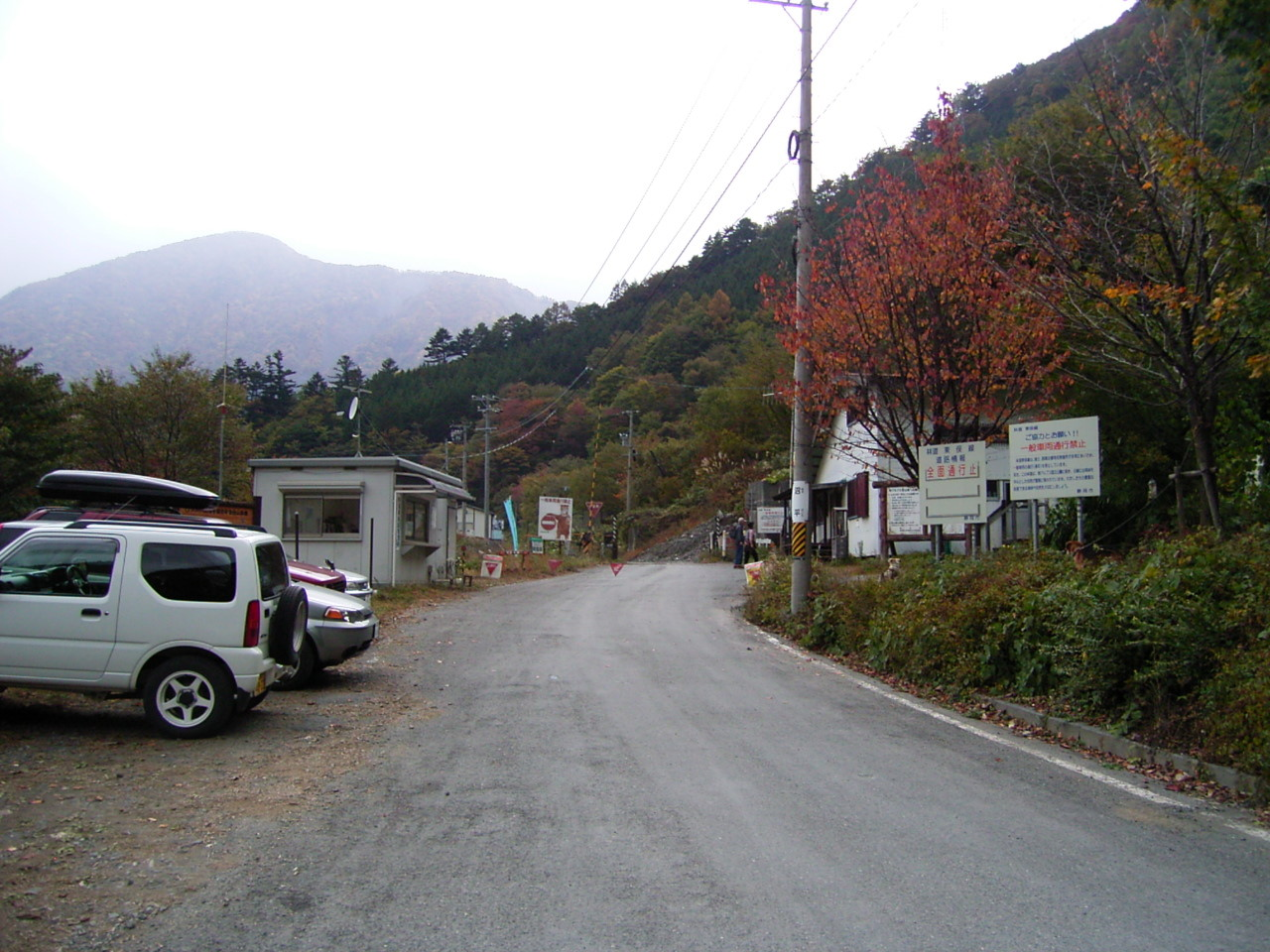
起点（沼平ゲート）付近（2005年11月）

- 起点：静岡市葵区田代（畑薙第一ダム畑薙湖東岸、東俣林道に接続）
- 終点：静岡市葵区昼居渡（国道362号交点）
- 総延長：74.3 km

## 歴史
- 1973年（昭和48年）3月31日 - 認定
- 1976年（昭和51年）7月13日 - 路線番号が206号から変更される[2]。
- 1993年（平成5年）5月11日 - 建設省から、県道南アルプス公園線が南アルプス公園線として主要地方道に指定される[3]。

## 地理

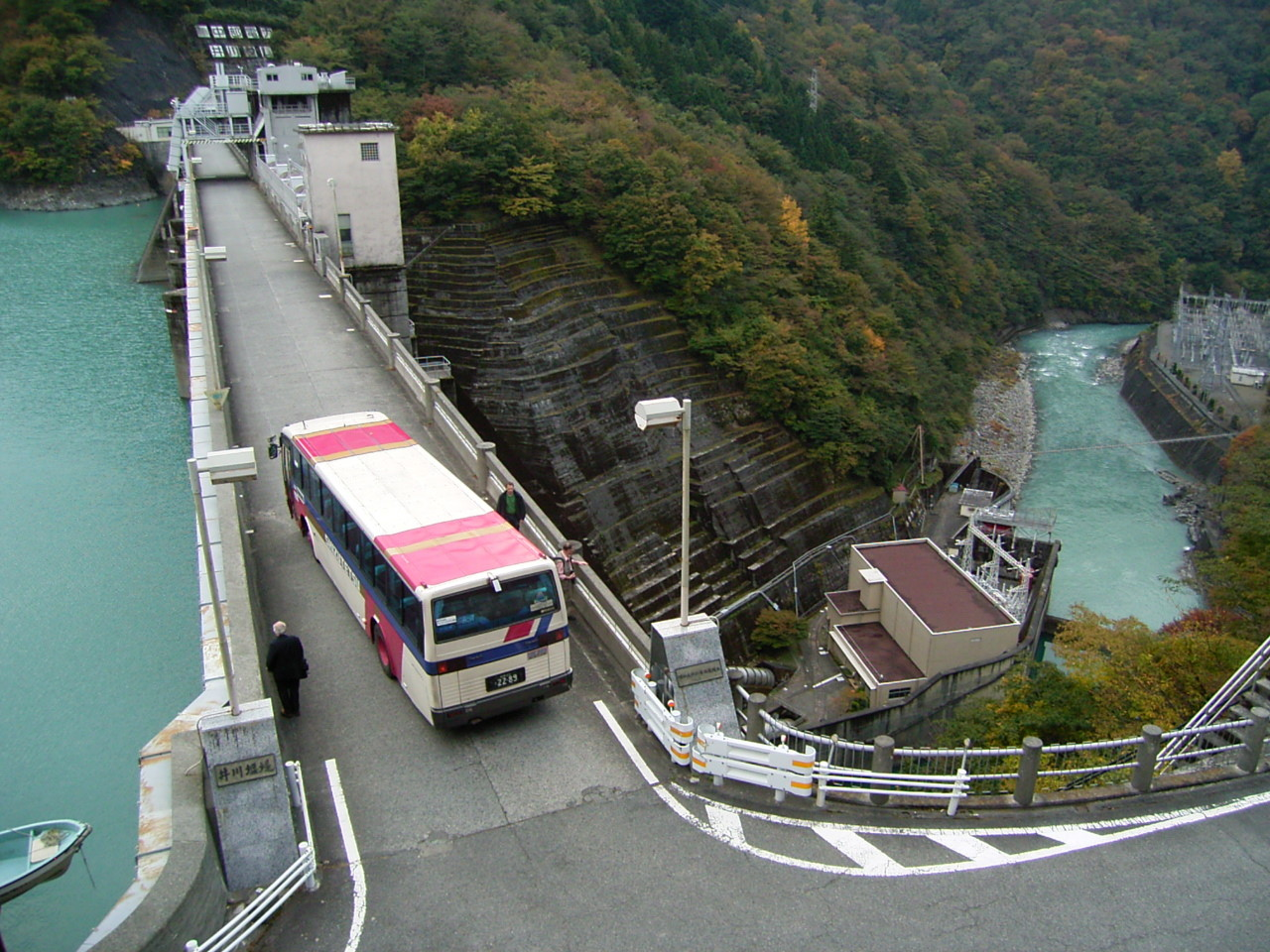
井川ダムの提体上も県道に指定されている（2005年11月）

### 通過する自治体
- 静岡市（葵区）

### 交差する道路
- 東俣林道[要出典]（静岡市葵区田代、起点）
- 静岡県道189号三ツ峰落合線（静岡市葵区口坂本）
- 静岡県道205号大川静岡線（静岡市葵区日向）
- 国道362号（静岡市葵区昼居渡、終点）

### 沿線
- 藁科川
- 湯ノ島温泉
- 福養滝
- 富士見峠（公衆便所、展望台、駐車場完備。標高1,183 m）
- 井川少年自然の家
- 井川ダム（井川湖）
- 大井川鐵道井川線 井川駅
- 井川村
- 井川大橋
- 井川オートキャンプ場
- 白樺荘
- 畑薙第一ダム・畑薙第二ダム